# Follega
Follega (en frison : Follegea) est un village de la commune néerlandaise de De Fryske Marren, situé dans la province de Frise.

## Géographie

### Situation
Situé dans le sud-ouest de la Frise et bordé à l'est par le Tsjûkemar, le plus grand lac de Frise, le village est limitrophe de Doniaga au nord, Oosterzee au sud-est, Eesterga au sud, Lemmer à l'ouest et Tjerkgaast au nord-ouest.

### Voies de communication
Le village est desservi par l'autoroute A6 qui traverse la partie occidentale du lac.

## Histoire
Follega est un village de la commune de Lemsterland avant le 1er janvier 2014, où elle est supprimée et fusionnée avec Gaasterlân-Sleat et Skarsterlân pour former la nouvelle commune de De Friese Meren, devenue De Fryske Marren en 2015.

## Démographie
Le 1er janvier 2018, le village comptait 165 habitants.